# 桜町 (小金井市)
桜町（さくらちょう）は、東京都小金井市の町名。現行行政地名は桜町一丁目から桜町三丁目。住居表示実施済み区域である。郵便番号は184-0005。

## 地理
小金井市の北部に位置する。北西は小平市御幸町、北は小平市花小金井南町、北東は関野町、東は緑町、南は本町、西は貫井北町に隣接する。玉川上水が東西に貫通しており、一丁目・二丁目は玉川上水の南側、三丁目は玉川上水の北側にある。

### 河川

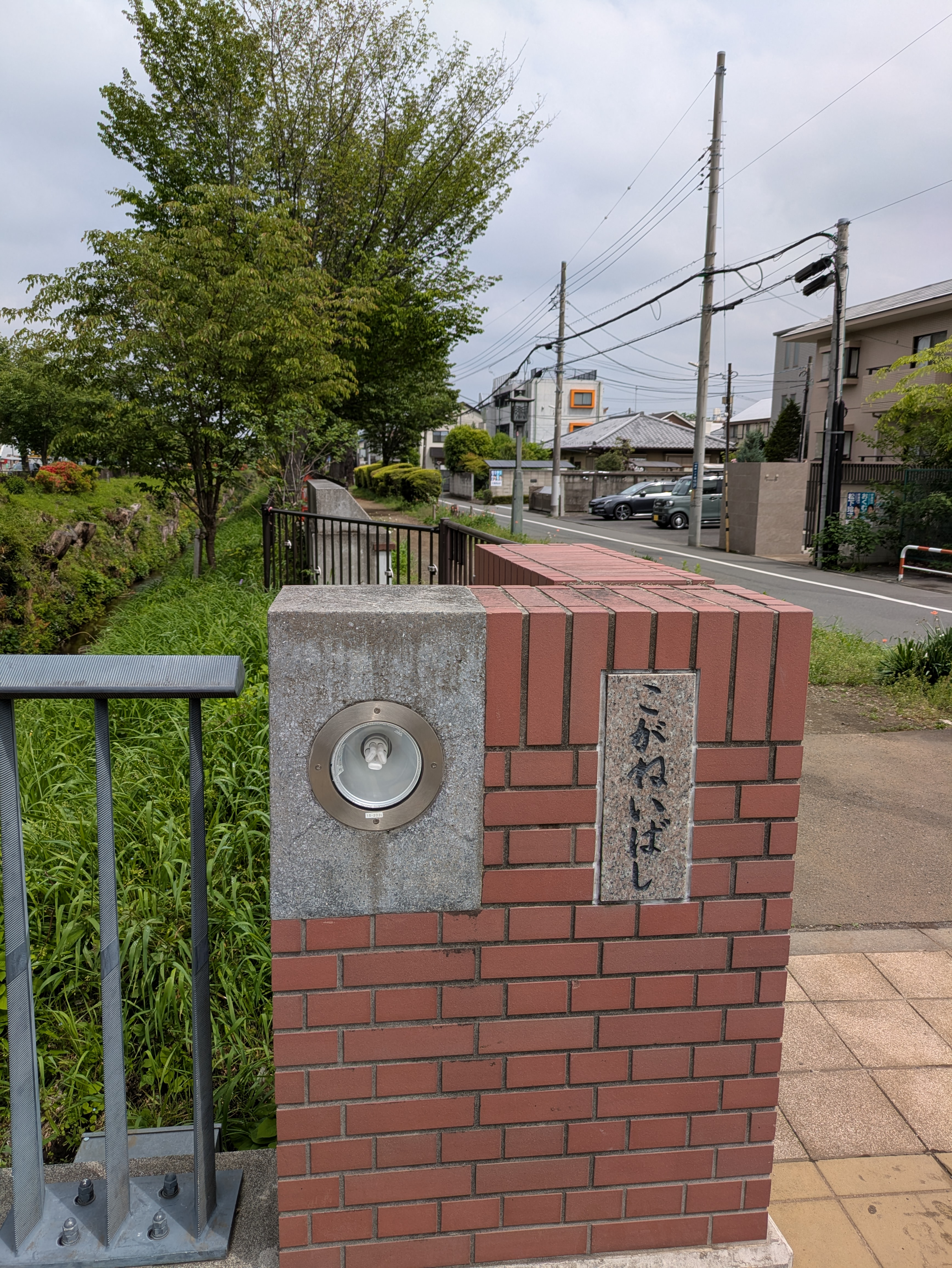
玉川上水　小金井橋

- 玉川上水
- 仙川　---南端に仙川の流路が通る。

### 地価
住宅地地価は2017年（平成29年）1月1日の公示地価によれば桜町1-8-10の地点で29万4000円/m2となっている。

## 歴史

### 地名の由来
玉川上水の小金井桜に由来する。

## 世帯数と人口
2018年（平成30年）1月1日現在の世帯数と人口は以下の通りである。
| 丁目       | 世帯数    | 人口    |
| ---------- | --------- | ------- |
| 桜町一丁目 | 1,260世帯 | 2,495人 |
| 桜町二丁目 | 711世帯   | 1,562人 |
| 桜町三丁目 | 214世帯   | 444人   |
| 計         | 2,185世帯 | 4,501人 |

## 小・中学校の学区
市立小・中学校に通う場合、学区は以下の通りとなる。
| 丁目       | 番地 | 小学校                     | 中学校                     |
| ---------- | ---- | -------------------------- | -------------------------- |
| 桜町一丁目 | 全域 | 小金井市立緑小学校         | 小金井市立緑中学校         |
| 桜町二丁目 | 全域 | 小金井市立小金井第二小学校 | 小金井市立小金井第一中学校 |
| 桜町三丁目 | 全域 | 小金井市立小金井第二小学校 | 小金井市立小金井第一中学校 |

## 交通

### 鉄道
| 隣接する街区の駅               |
| ------------------------------ |
| JR中央線 - 武蔵小金井駅(JC 15) |

### 道路
- 東京都道7号杉並あきる野線（五日市街道）
- 東京都道15号府中清瀬線（小金井街道）

## 施設
- 桜町病院[7]
- 小金井きた地域包括支援センター
- 東京都立小金井特別支援学校
- 小金井市立小金井第二小学校
- 小金井市立小金井第一中学校
- さくらまち保育所
- 都立小金井公園 - 西半が桜町にあたる。
  - 江戸東京たてもの園
- 是政稲荷神社